# Saitis spinosus
Saitis spinosus là một loài nhện trong họ Salticidae.
Loài này thuộc chi Saitis. Saitis spinosus được Cândido Firmino de Mello-Leitão miêu tả năm 1945.